# Jesús Aldrete
Jesús Aldrete (* 3. September 1924; † 5. Juli 2015 in La Experiencia, Jalisco), auch bekannt unter dem Spitznamen Chita, war ein costa-ricanischer Fußballspieler, der vorwiegend im Mittelfeld agierte.

## Laufbahn
Jesús „Chita“ Aldrete spielte in den 1940er und 1950er Jahren bei Atlas Guadalajara und gehörte zu der erfolgreichen Mannschaft, die für die Rojinegros die ersten Titel im Profifußball gewann. 
So gewann Aldrete mit Atlas sowohl 1946 als auch 1950 den mexikanischen Pokalwettbewerb und wiederum ein Jahr später den bisher einzigen Meistertitel des Vereins in der mexikanischen Profiliga.